# F-елементи

Блокова діаграма періодичної таблиці

f-елементи — елементи у періодичній таблиці, f-електронну оболонку атомів яких заповнюють електрони. 

Блок f відображається як виноска в стандартній періодичній таблиці з 18 стовпцями, або розташовується ліворуч у центрі повної таблиці  із шириною з 32 стовпцями.  Елементи f-блоку займають два ряди виділені з 6 і 7 періодів. Всі хімічні елементи являють собою метали. Електрони з f-орбіталей значною мірою не активні у вираженні хімічних властивостей елементів (валентності) періодів 6 та 7 з f-блоків. Їхні хімічні властивості в основному визначаються одним електроном на d-орбіталі та двома електронами на s-орбіталях, які є зовнішні і знаходяться над f-орбіталями. Таким чином ці елементи мають тенденцію демонструвати такі ж хімічні властивості, як і їхні аналоги — перехідні метали. Елементи f-блоку з 7 періоду поводяться хімічно подібно до їх аналогів 6 періоду.
Для елементів f-блоку спільним є наявність одного або більше електронів у внутрішній f-орбітальній області. f-орбіталі можуть містити до семи пар електронів, тому кожен блок займає чотирнадцять рядків у періодичній таблиці. Їм не приписані номери груп в таблиці, оскільки вертикальні періодичні закономірності неможливо визначити в рамках «групи» з двох елементів.
Фактична електронна конфігурація елементів, що входять в цей блок, може відрізнятися від справжньої і не може не підпадати під визначення правила Маделунга. Блок f-елементів 6 і 7 періодів ділиться на дві групи:
1. Елементи, у яких електрони перебувають на 4f  — орбіталі, належать до лантаноїдів,
2. Елементи, у яких електрони перебувають на 5f  — орбіталі, належать до актиноїдів.

## Різниця з актиноїдами і лантаноїдами
Дві групи по 14 елементів з f-блоків, а саме стільки електронів можуть заселяти  f-орбіталі, іноді плутають з лантаноїдами і актиноїдами, які є назвами для наборів елементів, заснованих більше на спільних хімічних властивостях, ніж на електронних конфігураціях. Лантаноїди — група з 15 елементів, від лантану (La) до лютецію (Lu); Актиноїди — група з 15 елементів, від Актинія (Ac) до Лоуренсія(Lr). Існує суперечка щодо того, які  елементи слід відносити до даних груп: актиній і лантан, або ж лютецій і лоуренсій.
| ↓ Період |            |       |       |       |       |       |       |       |       |       |       |       |        |        |        |        |
| 6        | Лантаноїди | 57 La | 58 Ce | 59 Pr | 60 Nd | 61 Pm | 62 Sm | 63 Eu | 64 Gd | 65 Tb | 66 Dy | 67 Ho | 68 Er  | 69 Tm  | 70 Yb  | 71 Lu  |
| 7        | Актиноїди  | 89 Ac | 90 Th | 91 Pa | 92 U  | 93 Np | 94 Pu | 95 Am | 96 Cm | 97 Bk | 98 Cf | 99 Es | 100 Fm | 101 Md | 102 No | 103 Lr |